# バイキング計画

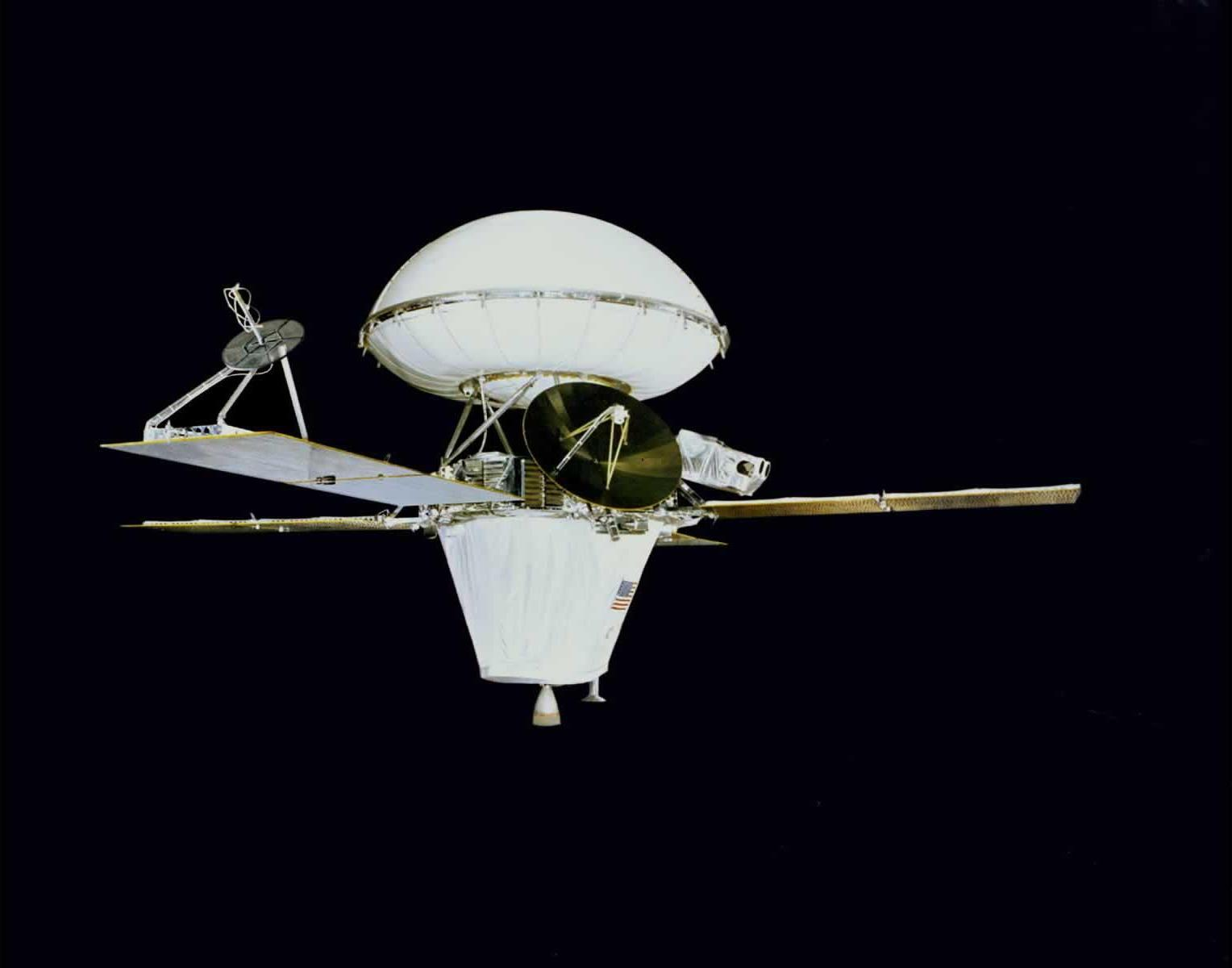
バイキング探査機

バイキング計画（バイキングけいかく、英語: Viking program）は、アメリカ航空宇宙局 (NASA) が1970年代に行った火星探査計画である。バイキング1号とバイキング2号の、2機の火星探査機が火星への着陸に成功した。
バイキングは、母船であるオービタと着陸船であるランダーによって構成されている。重量はオービタが 2,328 kg（乾燥重量 883 kg）、ランダーは 572 kg。ランダーは火星軌道上でオービタから切り離され、地表に着陸した。
バイキング計画では、当初、着陸後90日間の探査を計画していたが、ランダー、オービタ共に設計寿命を大幅に越えて稼動、火星探査を続けた。
メンバーにはテレビ番組コスモスを製作したカール・セーガンやNASAに勤務していたジェームズ・ラブロックも参加した。プロジェクトチームは、1976年に科学雑誌『サイエンス』に発表した論文により、翌年にニューカム・クリーブランド賞を受賞した。

## バイキング1号
バイキング1号は1975年8月20日に打ち上げられた。1976年6月に火星軌道に到達した後、着陸に適した地点を探索し、ランダーを切り離した。
7月4日のアメリカ独立記念日に着陸する予定だったが、着陸地点の決定に時間がかかったため、実際に火星に着陸したのは1976年7月20日である。着陸時、最初に地球に送られた画像では火星の空は本来のピンク色ではなく水色だった。これは送られてきた画像の波長を適切に補正していなかったからである。

## バイキング2号
バイキング2号は1975年9月9日に打ち上げられた。火星に着陸したのは1976年9月3日。ランダーは1980年4月まで活動した。